# Heidi Bender
Heidemarie „Heidi“ Bender Krickhaus (* 8. November 1957, geborene Heidi Krickhaus) ist eine deutsche Badmintonspielerin. Sie spielt zurzeit Badminton in der Regionalliga Nord beim PSV Bremen. Sie ist amtierende Vizeweltmeisterin im Dameneinzel in der Altersklasse O50 (4. Badminton World Senior Championships 2009).

## Karriere
Nach zahlreichen Titeln im Nachwuchsbereich und auf westdeutscher Ebene gewann sie 1981 erstmals auch Medaillen im Erwachsenenbereich, als sie Bronze im Doppel mit Elke Schrick gewann. Zwei Jahre später belegte sie sowohl im Einzel, Doppel als auch mit dem Solinger Team Platz drei. Im selben Jahr (1983) machte sie auch international durch einen Sieg bei den Hungarian International auf sich aufmerksam. 1984 wurde sie deutsche Meisterin im Einzel und gewann die Austrian International. 1987 siegte sie bei den Swiss Open. Ab 2002/2003 wurde sie mehrfach, zusammen mit Andreas Benz, Deutsche Meisterin im Mixed der Deutschen Seniorenmeisterschaften.

## Sportliche Erfolge
| Jahr      | Veranstaltung                        | Disziplin   | Platz | Name |
| --------- | ------------------------------------ | ----------- | ----- | --- |
| 1973/1974 | Deutsche Einzelmeisterschaft U18     | Damendoppel | 1     | Heidi Krickhaus / Monika Noethgen (TV Ohligs / Dormagener BG 62)                                                      |
| 1973/1974 | Westdeutsche Einzelmeisterschaft U18 | Damendoppel | 1     | Heidi Krickhaus / Monika Noethgen (OSC Düsseldorf / Dormagener BG 62)                                                 |
| 1974/1975 | Deutsche Einzelmeisterschaft U18     | Dameneinzel | 1     | Heidi Krickhaus (OSC Düsseldorf)                                                                                      |
| 1974/1975 | Deutsche Einzelmeisterschaft U22     | Mixed       | 2     | Johann Claasen / Heidi Krickhaus (BC Kleve / TV Ohligs)                                                               |
| 1974/1975 | Westdeutsche Einzelmeisterschaft U18 | Dameneinzel | 1     | Heidi Krickhaus (OSC Düsseldorf)                                                                                      |
| 1974/1975 | Deutsche Einzelmeisterschaft U18     | Damendoppel | 1     | Heidi Krickhaus / Monika Noethgen (OSC Düsseldorf / Dormagener BG 62)                                                 |
| 1975/1976 | Deutsche Einzelmeisterschaft U18     | Dameneinzel | 1     | Heidi Krickhaus (OSC Düsseldorf)                                                                                      |
| 1975/1976 | Westdeutsche Einzelmeisterschaft U18 | Dameneinzel | 1     | Heidi Krickhaus (OSC Düsseldorf)                                                                                      |
| 1975/1976 | Westdeutsche Einzelmeisterschaft U18 | Damendoppel | 1     | Heidi Krickhaus / Vera Fetten (OSC Düsseldorf / TuS Aldenhoven)                                                       |
| 1976/1977 | Westdeutsche Einzelmeisterschaft U22 | Mixed       | 1     | Udo Krückels / Heidi Krickhaus (DJK Stolberg / OSC Düsseldorf)                                                        |
| 1976/1977 | Westdeutsche Einzelmeisterschaft U22 | Damendoppel | 1     | Heidi Krickhaus / Elke Schrick (OSC Düsseldorf / 1. BC Leverkusen)                                                    |
| 1977/1978 | Westdeutsche Einzelmeisterschaft U22 | Damendoppel | 1     | Heidi Krickhaus / Elke Schrick (OSC Düsseldorf / 1. BC Leverkusen)                                                    |
| 1977/1978 | Westdeutsche Einzelmeisterschaft U22 | Dameneinzel | 1     | Heidi Krickhaus (Ohligser TV)                                                                                         |
| 1977/1978 | Deutsche Einzelmeisterschaft U22     | Mixed       | 1     | Rolf Heyer / Heidi Krickhaus (TB Rheinhausen / Ohligser TV)                                                           |
| 1977/1978 | Deutsche Einzelmeisterschaft U22     | Damendoppel | 2     | Heidi Krickhaus (STC Blau-Weiß Solingen) / Elke Schrick (1. BC Leverkusen)                                            |
| 1978/1979 | Deutsche Einzelmeisterschaft U22     | Damendoppel | 1     | Heidi Krickhaus / Elke Schrick (Ohligser TV / 1. BC Leverkusen)                                                       |
| 1978/1979 | Westdeutsche Einzelmeisterschaft U22 | Dameneinzel | 1     | Heidi Krickhaus (Ohligser TV)                                                                                         |
| 1978/1979 | Westdeutsche Einzelmeisterschaft U22 | Damendoppel | 1     | Heidi Krickhaus / Schrick Elke (OSC Düsseldorf / 1. BC Leverkusen)                                                    |
| 1979/1980 | Deutsche Einzelmeisterschaft U22     | Dameneinzel | 2     | Heidi Krickhaus (STC Blau-Weiß Solingen)                                                                              |
| 1979/1980 | Deutsche Einzelmeisterschaft U22     | Damendoppel | 2     | Heidi Krickhaus (STC Blau-Weiß Solingen) / Elke Schrick (1. FC Leverkusen)                                            |
| 1980/1981 | Deutsche Einzelmeisterschaft         | Damendoppel | 3     | Heidi Krickhaus / Elke Schrick (STC Blau-Weiß Solingen)                                                               |
| 1982/1983 | Deutsche Mannschaftsmeisterschaft    | Mannschaft  | 3     | STC Blau-Weiß Solingen (Ulrich Rost, Sulistyo, Bernd Wessels, Altenkirch, Jörg Diehl, Heidi Krickhaus, Ingrid Morsch) |
| 1982/1983 | Deutsche Einzelmeisterschaft         | Damendoppel | 3     | Ingrid Morsch / Heidi Krickhaus (STC Blau-Weiß Solingen)                                                              |
| 1982/1983 | Deutsche Einzelmeisterschaft         | Dameneinzel | 3     | Heidi Krickhaus (STC Blau-Weiß Solingen)                                                                              |
| 1983      | Hungarian International              | Dameneinzel | 1     | Heidi Krickhaus |
| 1983/1984 | Deutsche Einzelmeisterschaft         | Damendoppel | 2     | Heidi Krickhaus (STC Blau-Weiß Solingen) / Ingrid Morsch (STC Blau-Weiß Solingen)                                     |
| 1983/1984 | Deutsche Einzelmeisterschaft         | Dameneinzel | 1     | Heidi Krickhaus (STC Blau-Weiß Solingen)                                                                              |
| 1983/1984 | Westdeutsche Einzelmeisterschaft     | Dameneinzel | 1     | Heidi Krickhaus (STC Blau-Weiß Solingen)                                                                              |
| 1983/1984 | Westdeutsche Einzelmeisterschaft     | Mixed       | 1     | Bernd Wessels / Heidi Krickhaus (STC Blau-Weiß Solingen)                                                              |
| 1984      | Austrian International               | Damendoppel | 1     | Heidemarie Krickhaus / Cathrin Hoppe                                                                                  |
| 1984/1985 | Westdeutsche Einzelmeisterschaft     | Dameneinzel | 1     | Heidi Krickhaus (STC Blau-Weiß Solingen)                                                                              |
| 1984/1985 | Deutsche Einzelmeisterschaft         | Dameneinzel | 3     | Heidi Krickhaus (STC Blau-Weiß Solingen)                                                                              |
| 1985/1986 | Westdeutsche Einzelmeisterschaft     | Damendoppel | 1     | Schmieder Kirsten / Heidi Krickhaus (OSC 04 Rheinhausen / FC Langenfeld)                                              |
| 1985/1986 | Deutsche Einzelmeisterschaft         | Dameneinzel | 2     | Heidi Krickhaus (STC Blau-Weiß Solingen)                                                                              |
| 1987      | Swiss Open                           | Damendoppel | 1     | Katrin Schmidt / Heidemarie Krickhaus                                                                                 |
| 1987/1988 | Deutsche Einzelmeisterschaft         | Damendoppel | 3     | Heidi Krickhaus / Petra Dieris-Wierichs (FC Langenfeld)                                                               |
| 1990/1991 | Deutsche Einzelmeisterschaft         | Dameneinzel | 3     | Heidi Krickhaus (Südring Berlin)                                                                                      |
| 1990/1991 | Deutsche Einzelmeisterschaft O32     | Mixed       | 2     | Bernd Wessels (STC Blau-Weiß Solingen) / Heidi Krickhaus (BSC Eintracht Südring Berlin)                               |
| 1990/1991 | Deutsche Einzelmeisterschaft         | Damendoppel | 3     | Petra Dieris-Wierichs / Heidi Krickhaus (FC Bayer 05 Uerdingen / Südring Berlin)                                      |
| 1991/1992 | Deutsche Einzelmeisterschaft         | Damendoppel | 3     | Petra Dieris-Wierichs / Heidi Krickhaus (FC Bayer 05 Uerdingen / Südring Berlin)                                      |
| 1996/1997 | Deutsche Einzelmeisterschaft O32     | Dameneinzel | 1     | Heidi Bender (TV Witzhelden)                                                                                          |
| 1996/1997 | Deutsche Einzelmeisterschaft O32     | Mixed       | 1     | Harald Rahn / Heidi Bender (RTV / PSV Badminton Remscheid / TV Witzhelden)                                            |
| 1996/1997 | Deutsche Einzelmeisterschaft O32     | Damendoppel | 1     | Heidi Bender / Petra Dieris Wierichs (TV Witzhelden / Badminton Club Phoenix Bonn)                                    |
| 1997      | Senioren-Europameisterschaft 40+     | Dameneinzel | 1     | Heidi Bender |
| 1997/1998 | Deutsche Einzelmeisterschaft O32     | Damendoppel | 1     | Heidi Bender / Maren Schröder (TV Witzhelden / KSV Baunatal)                                                          |
| 1997/1998 | Deutsche Einzelmeisterschaft O32     | Mixed       | 1     | Stefan Frey / Heidi Bender (PSV Grün Weiß Wiesbaden / TV Witzhelden)                                                  |
| 1998/1999 | Deutsche Einzelmeisterschaft O32     | Damendoppel | 1     | Heidi Bender / Petra Dieris Wierichs (TV Witzhelden / DJK Thomasstadt Kempen)                                         |
| 1998/1999 | Deutsche Einzelmeisterschaft O32     | Dameneinzel | 2     | Heidi Bender (TV Witzhelden)                                                                                          |
| 1998/1999 | Deutsche Einzelmeisterschaft O32     | Mixed       | 1     | Stefan Frey / Heidi Bender (Post SV Ludwigshafen / TV Witzhelden)                                                     |
| 1999      | Senioren-Europameisterschaft 40+     | Dameneinzel | 1     | Heidi Bender |
| 1999      | Senioren-Europameisterschaft 40+     | Damendoppel | 1     | Heidi Bender / Petra Dieris-Wierichs                                                                                  |
| 1999      | Senioren-Europameisterschaft 40+     | Mixed       | 2     | Stefan Frey / Heidi Bender                                                                                            |
| 1999/2000 | Deutsche Einzelmeisterschaft O32     | Mixed       | 2     | Stefan Frey (PSV Ludwigshafen) / Heidi Bender (BV Gifhorn)                                                            |
| 1999/2000 | Deutsche Einzelmeisterschaft O32     | Damendoppel | 2     | Heidi Bender (BV Gifhorn) / Elke Drews (BC Lörrach-Brombach)                                                          |
| 2000/2001 | Deutsche Einzelmeisterschaft O40     | Dameneinzel | 1     | Heidi Bender (BV Gifhorn von 1968)                                                                                    |
| 2000/2001 | Deutsche Einzelmeisterschaft O40     | Damendoppel | 1     | Heidi Bender / Petra Dieris Wierichs (BV Gifhorn von 1968 / DJK Thomasstadt Kempen)                                   |
| 2000/2001 | Deutsche Einzelmeisterschaft O40     | Mixed       | 1     | Stefan Frey / Heidi Bender (Post SV Ludwigshafen / BV Gifhorn von 1968)                                               |
| 2001      | Senioren-Europameisterschaft 40+     | Dameneinzel | 3     | Heidi Bender |
| 2001      | Senioren-Europameisterschaft 40+     | Damendoppel | 2     | Heidi Bender / Christine Black                                                                                        |
| 2001/2002 | Deutsche Einzelmeisterschaft O40     | Dameneinzel | 1     | Heidi Bender (PSV Bremen)                                                                                             |
| 2001/2002 | Deutsche Einzelmeisterschaft O40     | Mixed       | 1     | Stefan Frey / Heidi Bender (PSV Ludwigshafen / PSV Bremen)                                                            |
| 2001/2002 | Deutsche Einzelmeisterschaft O40     | Damendoppel | 1     | Heidi Bender / Petra Dieris-Wierichs (PSV Bremen / DJK Kempen)                                                        |
| 2002      | Senioren-Europameisterschaft 40+     | Damendoppel | 2     | Heidi Bender / Petra Dieris-Wierichs                                                                                  |
| 2002      | Senioren-Europameisterschaft 40+     | Dameneinzel | 2     | Heidi Bender |
| 2002      | Senioren-Europameisterschaft 40+     | Mixed       | 2     | Stefan Frey / Heidi Bender                                                                                            |
| 2002/2003 | Deutsche Einzelmeisterschaft O40     | Dameneinzel | 1     | Heidi Bender (PSV Bremen)                                                                                             |
| 2002/2003 | Deutsche Einzelmeisterschaft O40     | Mixed       | 1     | Andreas Benz / Heidi Bender (Radebeuler BV / PSV Bremen)                                                              |
| 2002/2003 | Deutsche Einzelmeisterschaft O40     | Damendoppel | 3     | Heidi Bender (PSV Bremen) / Ursel Hustert (TV Metjendorf)                                                             |
| 2003/2004 | Deutsche Einzelmeisterschaft O40     | Mixed       | 1     | Andreas Benz / Heidi Bender (Radebeuler BV / PSV Bremen)                                                              |
| 2003/2004 | Deutsche Einzelmeisterschaft O40     | Dameneinzel | 2     | Heidi Bender (PSV Bremen)                                                                                             |
| 2003/2004 | Deutsche Einzelmeisterschaft O35     | Damendoppel | 3     | Heidi Bender / Christine Skropke (PSV Bremen / SC Bayer 05 Uerdingen)                                                 |
| 2004      | Senioren-Europameisterschaft 45+     | Dameneinzel | 2     | Heidi Bender |
| 2004      | Senioren-Europameisterschaft 45+     | Damendoppel | 1     | Heidi Bender / Christine Black (GER / SCO)                                                                            |
| 2004/2005 | Deutsche Einzelmeisterschaft O45     | Mixed       | 1     | Andreas Benz / Heidi Bender (Radebeuler BV / PSV Bremen)                                                              |
| 2004/2005 | Deutsche Einzelmeisterschaft O45     | Damendoppel | 1     | Petra Dieris-Wierichs / Heidi Bender (DJK Th. Kempen / PSV Bremen)                                                    |
| 2004/2005 | Deutsche Einzelmeisterschaft O45     | Dameneinzel | 1     | Heidi Bender (PSV Bremen)                                                                                             |
| 2005/2006 | Deutsche Einzelmeisterschaft O45     | Damendoppel | 1     | Petra Dieris-Wierichs / Heidi Bender (DJK Th. Kempen / PSV Bremen)                                                    |
| 2005/2006 | Deutsche Einzelmeisterschaft O45     | Mixed       | 1     | Andreas Benz / Heidi Bender (Radebeuler BV / PSV Bremen)                                                              |
| 2005/2006 | Deutsche Einzelmeisterschaft O45     | Dameneinzel | 2     | Heidi Bender (PSV Bremen)                                                                                             |
| 2006      | Senioren-Europameisterschaft 45+     | Damendoppel | 2     | Heidi Bender / Petra Dieris-Wierichs                                                                                  |
| 2006      | Senioren-Europameisterschaft 45+     | Dameneinzel | 2     | Heidi Bender |
| 2006/2007 | Deutsche Einzelmeisterschaft O45     | Damendoppel | 1     | Heidi Bender / Petra Dieris-Wierichs (PSV Bremen / DJK Th. Kempen)                                                    |
| 2006/2007 | Deutsche Einzelmeisterschaft O45     | Mixed       | 2     | Andreas Benz / Heidi Bender (Radebeuler BV / PSV Bremen)                                                              |
| 2006/2007 | Deutsche Einzelmeisterschaft O45     | Dameneinzel | 1     | Heidi Bender (PSV Bremen)                                                                                             |

## Referenzen
- Martin Knupp: Deutscher Badminton Almanach, Eigenverlag/Deutscher Badminton-Verband (2003), 230 Seiten
- http://www.tournamentsoftware.com/sport/draw.aspx?id=B20C4F9C-AFFB-43E9-9004-F9A7BC675614&draw=19 (besucht am 2. Dezember 2010)

| Personendaten    | Personendaten                                               |
| ---------------- | ----------------------------------------------------------- |
| NAME             | Bender, Heidi                                               |
| ALTERNATIVNAMEN  | Bender, Heidemarie; Krickhaus, Heidi; Krickhaus, Heidemarie |
| KURZBESCHREIBUNG | deutsche Badmintonspielerin                                 |
| GEBURTSDATUM     | 8. November 1957                                            |